# Барбара Бенедикт
Барбара Бенедикт (на английски: Barbara Benedict) е американска писателка на произведения в жанра исторически и съвременен любовен роман.

## Биография и творчество
Барбара Бенедикт е родена през 1944 г. в САЩ.
Получава магистърска степен по английска литература. След дипломирането си работи като преподавател в гимназията в Уудсайд, Калифорния. Заедно с работата си започва да пише книги.
Първият ѝ исторически любовен роман „Golden Tomorrows“ е публикуван през 1984 г.

## Произведения

### Самостоятелни романи
- Golden Tomorrows (1984)
- Lovestorm (1985)
- Golden Dreams (1988)
- Catch of the Season (1991)
- A Taste of Heaven (1993)
Вкусът на Рая, изд. „Евразия“, София (1994), прев. Любомир Пецулев
- Love and Honor (1994)
- Destiny (1994)
- Always (1995)
- Enchantress (1996)
- Rings Roses... and Romance (1997)
- Every Dream Come True (1997)
- Solution, Marriage (2001)
- The Tycoon Meets His Match (2007)

### Сборници
- „Whispers in the Night“ в Timeless Summer (1995) – с Розалин Олсбрук, Джанис Бенет, Ейми Фетцър, Катрин Кинкейд, Джоан Овърфийлд
- Baby Dreams (1996) – с Фийби Кон, Карол Финч, Джо Гудман, Хана Хауъл и Джейн Кайдър